# Mary Street (Dublin)
Die Mary Street (irisch Sráid Mhuire, deutsch „Marienstraße“) ist eine Einkaufsstraße in der irischen Hauptstadt Dublin.

## Lage
Sie liegt auf der Dubliner Nordseite rund 300 m nördlich der Liffey und verläuft parallel zum Fluss von West nach Ost. Sie beginnt auf der rechten Straßenseite mit Haus Nr. 1 an der Capel Street, kreuzt nach knapp 150 m die Jervis Street (Bild) und endet nach 300 m im Osten bei Haus Nr. 32, wo sie in die Henry Street übergeht. Richtung Süden erreicht man von hier aus über die Liffey Street Upper und die anschließende Liffey Street Lower nach 300 m direkt die Ha’penny Bridge.
Auf der linken Straßenseite der Mary Street zählen die Hausnummern beginnend mit Nr. 65 an der Capel Street (im Westen) hinunter bis 33 an der Henry Street (im Osten).

## Geschichte

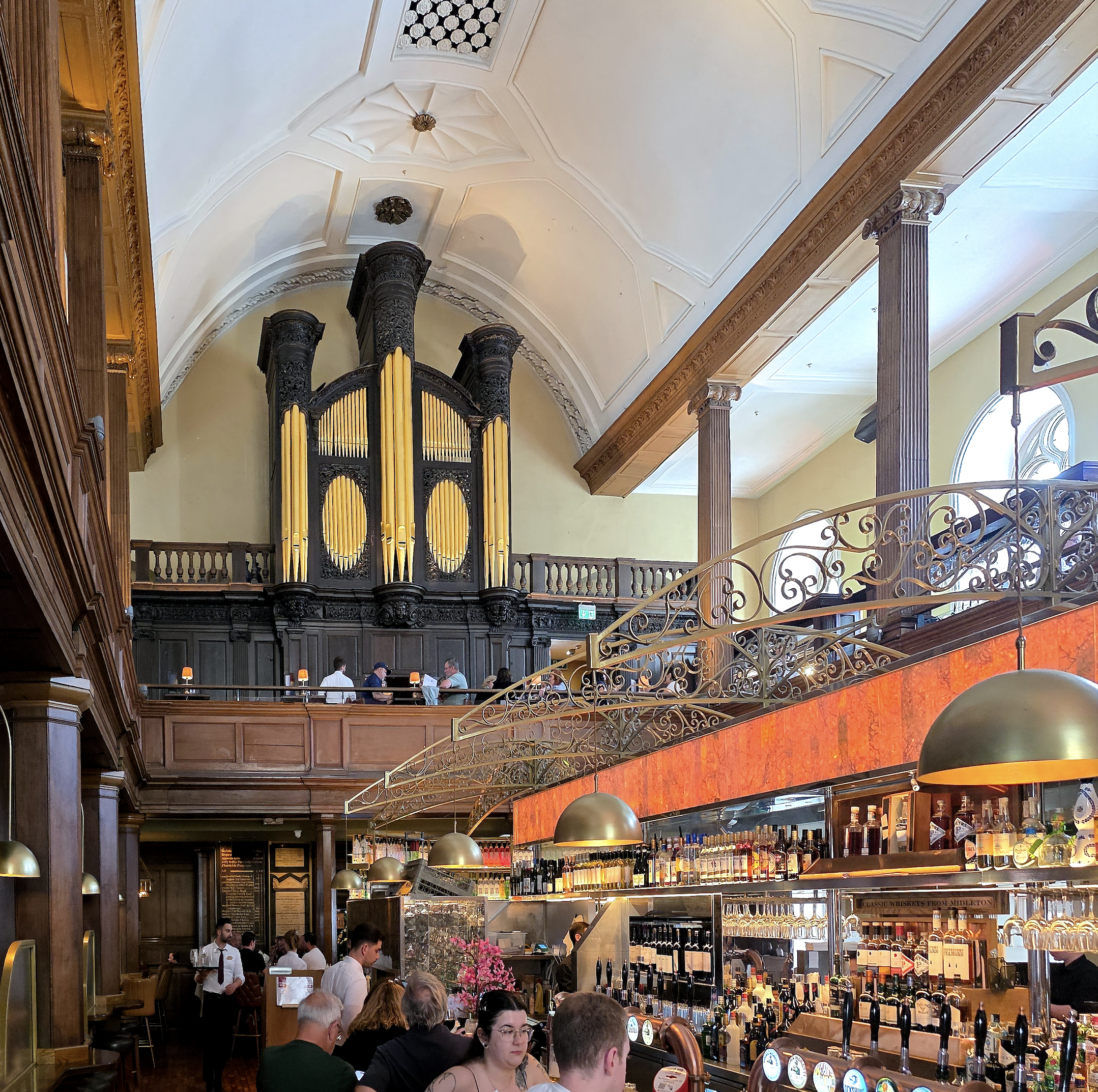
Blick ins Innere der ehemaligen St. Mary’s Church (2025)

Die Mary Street ist Teil des von Humphrey Jervis (1630–1707) ab 1674 bebauten Viertels. Im Laufe der Jahrhunderte befanden sich hier zahlreiche Geschäfte aller Art. Ein erwähnenswertes Beispiel aus dem 19. Jahrhundert ist das Chemie- und Drogerieunternehmen Bewley & Draper, das seinen Firmensitz im Haus Nr. 23 hatte. Auch heute ist die Mary Street noch immer eine der wichtigsten Geschäftsstraßen der Hauptstadt.
Etwa in der Mitte des Straßenverlaufs, an der Kreuzung mit der Jervis Street, befindet sich die St. Mary’s Church, ein ehemaliges Kirchengebäude der Church of Ireland, das nach Kirchenschließung im Jahr 1986 inzwischen zu einer Bar umgestaltet wurde (Bild).